# Kristine DeBell
Kristine DeBell est une actrice américaine née le 10 décembre 1954 à Chatham dans l'État de New York aux États-Unis.

## Biographie
Kristine DeBell a commencé sa carrière comme mannequin avec Ford Models.
Kristine DeBell est devenue très connue en 1976 pour son interprétation d'Alice dans une version comédie musicale pornographique d’Alice in Wonderland: A Musical Porno réalisé par Bud Townsend et librement inspiré du roman de Lewis Carroll.
En avril 1976, elle fait la couverture de Playboy, photographiée par Suze Randall ; Kristine DeBell n'a jamais été une playmate de Playboy (cette revendication apparaît sur la jaquette du DVD) : elle est apparue dans le magazine pour promouvoir la sortie du film Alice in Wonderland: A Musical Porno.
En août 1976, elle apparait également dans un livre de photographies d'Helmut Newton intitulé 200 Motels, ou comment j'ai passé mes vacances d'été, dont 11 tirages originaux ont été vendus aux enchères des archives de Playboy par Butterfields en 2002 pour 21 075 $, et trois chez Christie's en décembre 2003 pour 26 290 $[réf. souhaitée].
À la suite du succès surprise de Alice in Wonderland: A musical Porno, Bill Osco voulut réitérer en produisant une version X de Wizard of Oz (Le Magicien d'Oz en français) intitulée Wizard of Ozz avec en vedette Kristine DeBell, mais le film n'est jamais sorti.
Kristine DeBell continue à jouer les premiers rôles dans d'autres films érotiques, mais vers la fin des années 70, Kristine DeBell tente sa chance dans des rôles plus académiques, fussent-ils dans des films à petit budget. 
Elle apparait dans un certain nombre de séries télé dans les années 1980, notamment Les Feux de l'amour, où elle joue le rôle de Pam Warren en 1982.
La réédition du film Alice in Wonderland: A Musical Porno dans une version hardcore la discrédite dans son milieu professionnel[réf. nécessaire], et depuis elle a quitté l'industrie du cinéma et de télévision.

## Filmographie
- 1976 : Alice in Wonderland: A Musical Porno : Alice
- 1977 : Flush : Hitchhiker
- 1977 : Opération charme (en) (Operation Petticoat) (TV) : Nurse (blank)
- 1978 : Crazy Day (I Wanna Hold Your Hand) : Cindy the Hooker
- 1978 : Les Chaînes du sang (Bloodbrothers) : Cheri
- 1978 : BJ and the Bear (TV) : Marcia
- 1978 : Katie: Portrait of a Centerfold (TV) : Sally South
- 1978 : Suddenly, Love (TV) : Helen Malloy
- 1979 : Tendre Combat (The Main Event) d'Howard Zieff : Lucy
- 1979 : Arrête de ramer, t'es sur le sable (Meatballs) : A. L.
- 1979 : The Great American Girl Robbery : Debbie Williams
- 1980 : Lifepod : Fiona
- 1980 : Willie and Phil : Rena
- 1980 : Le Chinois (The Big Brawl) : Nancy
- 1982 : T.A.G.: Le Jeu de l'Assassinat (Tag: The Assassination Game) : Nancy McCauley
- 1982 : Life of the Party: The Story of Beatrice (TV) : Toni Blasdell
- 1983 : Les Feux de l'amour (The Young and the Restless) (série TV) : Pam Warren #2 (unknown episodes, 1982)
- 1983 : Rooster: Spurs of Death! : Melody
- 1983 : For Members Only (TV) : Ginger Blakely
- 1986 : Club Life : Fern
- 1990 : America Confidential (vidéo) : Katy Lynn O'Toole
- 2012 : A Halloween Puppy
- 2013 : A Talking Cat!?! (en) (DVD) : Susan
- 2015 : Samurai Cop 2: Deadly Vengeance (en) : Bobbie